# St. Elisabeth-Hospital Bochum
Das St. Elisabeth-Hospital ist ein Krankenhaus in Bochum. Das St. Elisabeth-Hospital gehört zum Katholischen Klinikum Bochum (KKB). Im Jahr 2018 wurden rd. 12.100 Patienten stationär und rd. 30.500 ambulant behandelt. Beschäftigt werden 550 Mitarbeiter.

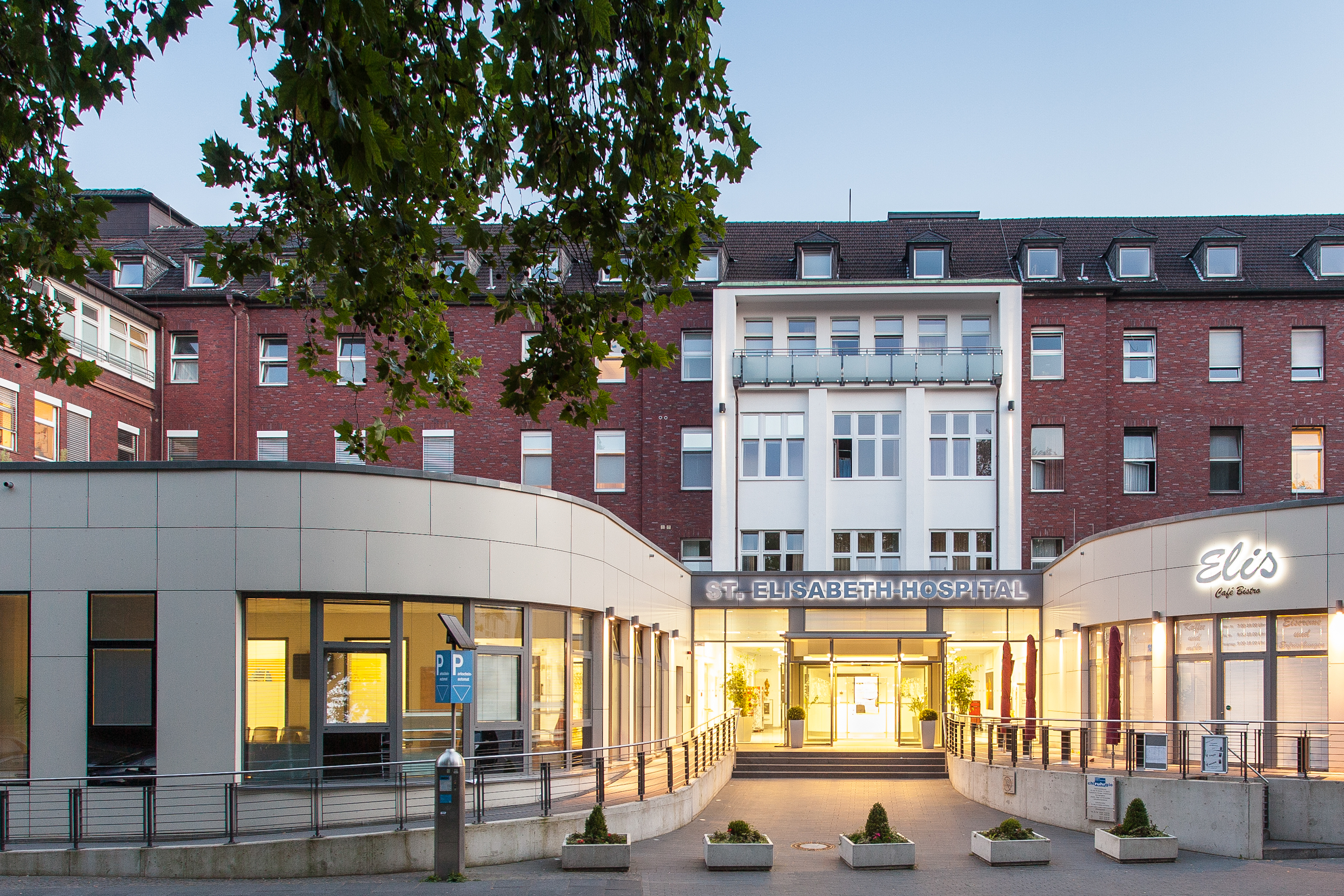
Haupteingang des St. Elisabeth-Hospitals

## Geschichte
Das Hospital wurde 1848 von Pfarrer Franz Ekel, Gemeindemitgliedern und Bochumer Kaufleuten gegründet. In dieser Zeit waren Krankenhäuser in erster Linie Seuchen- und Pflegeanstalten für kranke und Not leidende Menschen. Die meisten Patienten wurden zu Hause gepflegt und ärztlich behandelt. Die ärztliche Versorgung übernahmen Bochumer Ärzte unentgeltlich und neben ihrer Praxistätigkeit.
Die Krankenpflege wurde vom Orden der „Barmherzigen Schwestern vom Heiligen Vinzenz von Paul zu Paderborn“ übernommen. Noch bis 1971 waren sie in der Pflege tätig.
Das Haus steht heute in der Trägerschaft des Katholischen Klinikums Bochum.

## Fachabteilungen
- Anästhesiologie und Intensivmedizin
- Gynäkologie und Geburtshilfe
- Hals-, Nasen- und Ohrenheilkunde
- Innere Medizin
- Neonatologie (Perinatalzentrum Level 1)
- Phoniatrie und Pädaudiologie
- Koloproktologie
- Radiologie